# Chauvinia nitida
Chauvinia nitida là một loài tò vò trong họ Ichneumonidae.